# Купер, Брэдли
Брэ́дли Чарльз Ку́пер (англ. Bradley Charles Cooper; род. 5 января 1975, Абингтон, Пенсильвания, США) — американский актёр и режиссёр. Обладатель различных наград и номинаций, в том числе одной статуэтки BAFTA, двух «Грэмми», а также двенадцати номинаций на «Оскар», шести на «Золотой глобус» и одной на «Тони». Купер трижды попадал в список ста знаменитостей журнала Forbes. В 2015 году оказался в списке ста самых влиятельных людей мира по версии журнала Time. Фильмы с его участием собрали в прокате 13 миллиардов долларов. Актёр четыре раза попадал в список самых высокооплачиваемых актёров мира.
Карьеру актёра Купер начал в 1999 году гостевой ролью в сериале «Секс в большом городе», а через год поступил в Актёрскую студию. В кино он дебютировал в комедии «Жаркое американское лето» и получил признание благодаря ролям в сериале «Шпионка» и комедии «Незваные гости». Прорыв у Купера произошёл в комедии «Мальчишник в Вегасе», породившей два вышедших в 2011 и 2013 годах сиквела. Карьера Купера развивалась благодаря главным ролям в фильмах «Области тьмы» и «Место под соснами». Купер добился успеха романтической комедией «Мой парень — псих», чёрной комедией «Афера по-американски» и военным байопиком «Снайпер», который актёр спродюсировал. За работу в фильмах Купера четыре раза номинировали на «Оскар». В 2014 году он сыграл Джозефа Меррика в возрождённом бродвейском спектакле «Человек-слон», принёсшем номинацию на «Тони» за лучшую мужскую роль в пьесе, и начал озвучивать Ракету в Кинематографической вселенной Marvel. 
В 2018 году Купер выступил в качестве продюсера, сценариста и режиссёра ремейка музыкальной романтической драмы «Звезда родилась», в котором сыграл главную роль. Фильм удостоился трёх номинаций на «Оскар», а также одной статуэтки BAFTA и двух «Грэмми» за саундтрек и сингл «Shallow». 

В качестве продюсера Купер получил номинаций на «Оскар» за психологические триллеры «Джокер» и «Аллея кошмаров». Следующим режиссёрским проектом Купера стал байопик «Маэстро», в котором сыграл Леонарда Бернстайна. Лента получила три номинации на «Оскар».
В 2011 году журнал People признал Купера «Самым сексуальным мужчиной на планете». Купер поддерживает благотворительные организации по борьбе с раком. Купер был короткое время женат на актрисе Дженнифер Эспозито и имеет дочь, которую родила модель Ирина Шейк.

## Биография

### 1975—2000: Ранние годы
Купер родился 5 января 1975 года в тауншипе Абингтон, недалеко от Филадельфии, и вырос в соседних общинах Дженкинтаун и Райдел. Его мать-итальянка, Глория (урождённая Кампано), работала в местном филиале NBC, а отец-ирландец, Чарльз Купер, — биржевым маклером в Merrill Lynch. У Брэдли есть старшая сестра Холли. После рождения у Купера нашли холестеатому в ухе. Он проколол барабанную перепонку, когда начал заниматься дайвингом в юности.

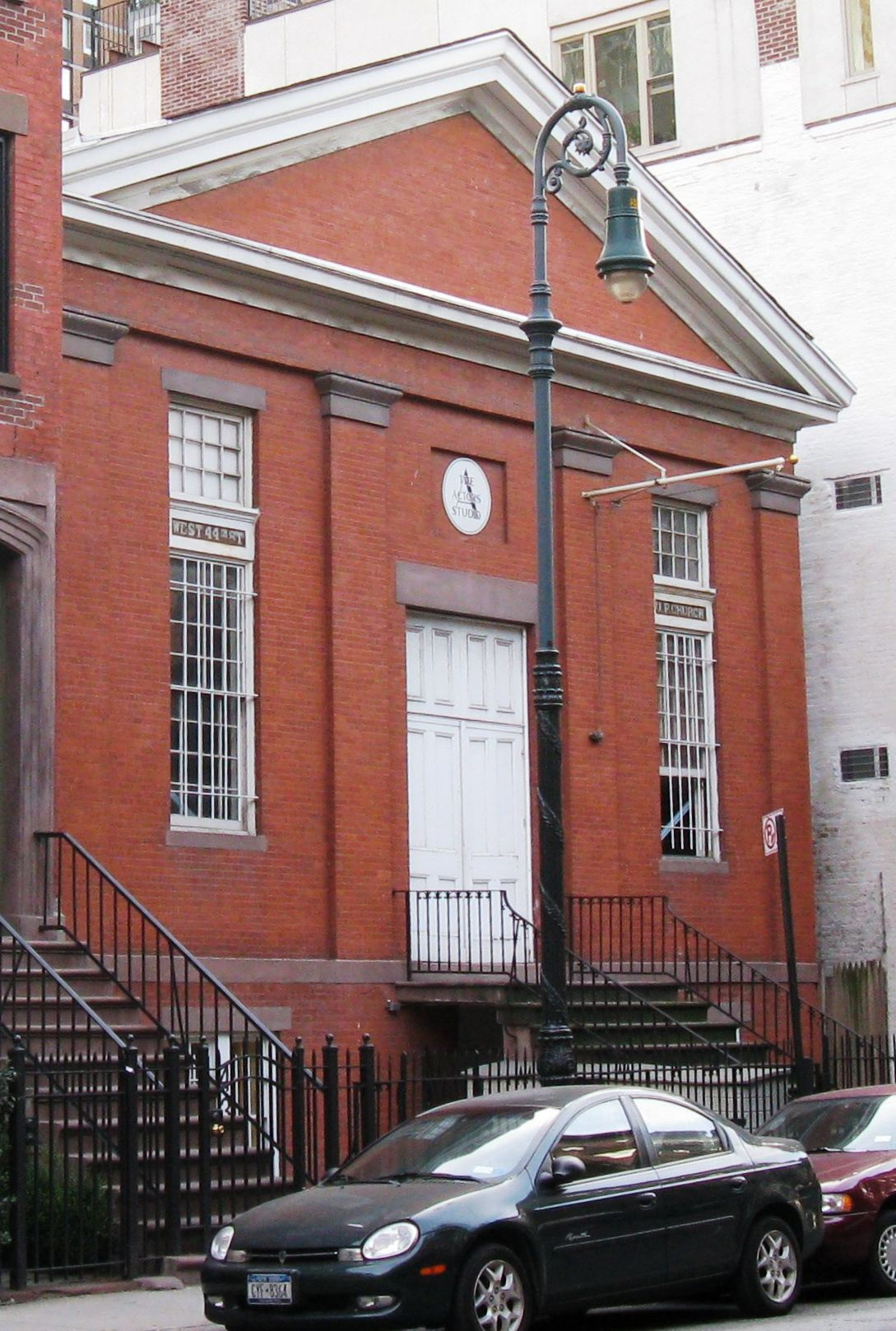
Актёрская студия, где учился Купер

Описывая своё детство, Купер сказал: «Я никогда не жил жизнью типа „О, ты такой красавчик“. Когда я был маленьким, люди считали меня девочкой, потому что я выглядел как девочка. Может, потому, что моя мама заставляла отращивать волосы». 

Он увлекался баскетболом и любил готовить: «Раньше ко мне приходили друзья после садика, и я готовил им еду. Я гордился тем, что брал все продукты из холодильника и делал лазанью». Изначально Купер хотел поступить в военную академию Велли-Фордж и переехать в Японию, чтобы стать ниндзя. В юности отец показывал ему такие фильмы, как «Человек-слон», которые вдохновили его стать актёром.
В 1997 году Купер окончил с отличием Джорджтаунский университет, получив степень бакалавра искусств. В 1999 году он дебютировал на телевидении в сериале «Секс в большом городе». В 2000 году Купер получил степень изящных искусств по актёрскому мастерству в Актёрской студии в Новой школе в Нью-Йорке. Во время учёбы в Нью-Йорке Купер работал швейцаром в отеле «Морганс».

### 2001—2008: Первые роли
Дебют Купера в кино состоялся в комедии «Жаркое американское лето», ради съёмок которой он пропустил церемонию вручения дипломов. Хотя фильм не снискал критического и коммерческого успеха, он обрёл культовый статус. Купер вернулся к роли в приквеле «Жаркое американское лето: Первый день лагеря», вышедшем в формате мини-сериала. В сериале «Шпионка» Купер сыграл Уилла Типпина, местного репортёра газеты и лучшего друга Сидни Бристоу в исполнении Дженнифер Гарнер. Карьера Купера улучшилась после роли в комедии Дэвида Добкина «Незваные гости» вместе с Оуэном Уилсоном, Винсом Вином и Рейчел Макадамс. В фильме Купер сыграл Сэка Лоджа, конкурентоспособного, высокомерного и агрессивного бойфренда Клэр (Макадамс). Свою роль актёр описал как «некоего социопата». При бюджете в 40 миллионов долларов лента собрала в прокате свыше 285 миллионов.
В марте 2006 года Купер сыграл Пипа/Тео в бродвейском мюзикле «Три дня дождя» вместе с Джулией Робертс и Полом Раддом. Позже Купер исполнил второстепенные роли в романтической комедии «Любовь и прочие неприятности» и сатирической комедии «Мстители». Актёр сыграл в пятом сезоне сериала «Части тела» Эйдана Стоуна, телезвезду вымышленной передачи «Сердца и скальпели». В 2008 году Купер исполнил заглавную роль в ленте «Пастырь: Битва за души» и сыграл в постановке по пьесе Терезы Ребек «Дублёр» на театральном фестивале в Уильямстауне вместе с Кристен Джонстон. В 2008 году Купер сыграл в комедиях «Всегда говори „да“» и «Голый барабанщик». Также актёр исполнил заглавную роль в хорроре Рюхэя Китамуры «Полуночный экспресс», основанном на рассказе Клайва Баркера «Полночный поезд с мясом».

### 2009—2012: Прорыв

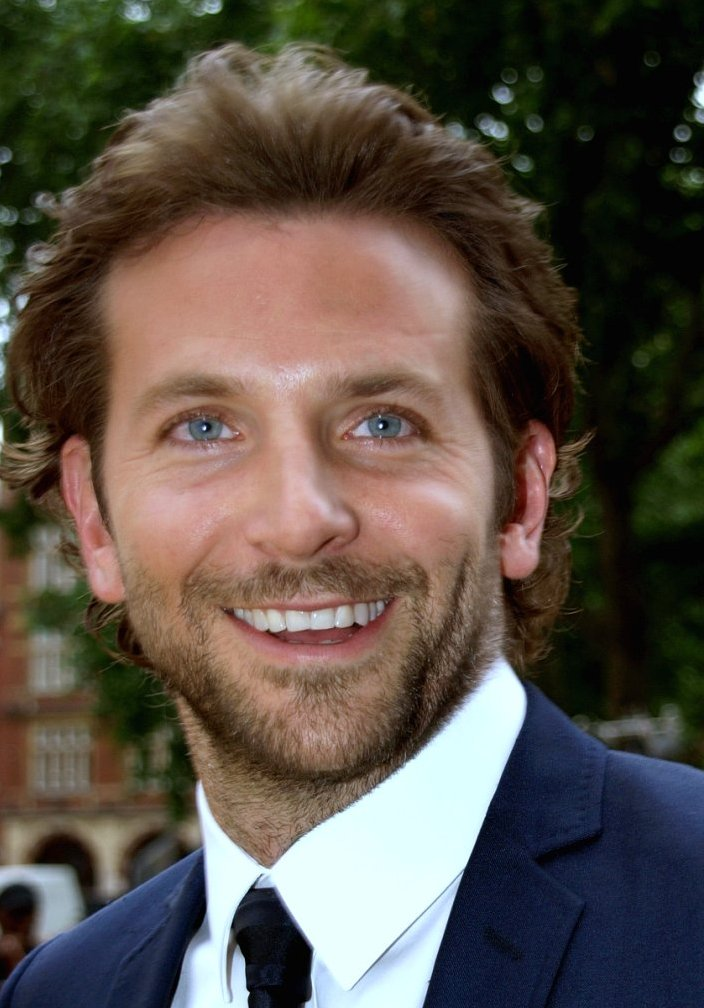
Купер на премьере фильма «Мальчишник в Вегасе» в 2009 году

В 2009 году Купер стал ведущим ночного скетч-шоу от NBC «Saturday Night Live» и сыграл второстепенную роль в фильме «Обещать — не значит жениться». Прорыв в карьере Купера произошёл благодаря роли в комедии Тодда Филлипса «Мальчишник в Вегасе». Он сыграл Фила Веннека, одного из трёх друзей (Эд Хелмс и Зак Галифианакис), которые проснулись после мальчишника в Лас-Вегасе и ничего не помнят о событиях прошлой ночи. «Мальчишник в Вегасе» имел коммерческий успех и стал одним из кассовых фильмов с рейтингом R в США. За роль Купер был удостоен награды на 13-м Голливудском кинофестивале и первой номинации на MTV Movie Awards (Лучшая комедийная роль).   
Также в 2009 году Купер снялся в психологическом хорроре «Дело № 39». В паре с Сандрой Буллок сыграл в комедии «Всё о Стиве», которая была разгромлена критиками и удостоилась номинации на премию «Золотая малина» за худший экранный дуэт. Купер сыграл в одном из семи сегментов фильма-антологии «Нью-Йорк, я люблю тебя» и романтической комедии Гарри Маршалла «День святого Валентина» вместе с Джулией Робертс. В прокате лента собрала свыше 215 миллионов долларов. Позже актёр снялся в комедиях «Братская справедливость» и «Команда-А» вместе с Лиамом Нисоном, Куинтоном Джексоном и Шарлто Копли. Во время подготовки к роли Купер отказался от сахара, соли и муки и занимался физическими тренировками. Фильм вызвал отрицательные отзывы и провалился в прокате. В июне 2010 года Купер появился на передаче WWE Raw в качестве приглашённого ведущего.
В 2012 году Купер снялся в четырёх картинах: «Слова», «Хватай и беги», «Место под соснами» и «Мой парень — псих». Детективная драма «Слова» и боевик «Хватай и беги» провалились в прокате. В криминальной драме Дерека Сиенфрэнса «Место под соснами» Купер сыграл новобранца-полицейского. Роль Сиенфрэнс написал специально для актёра. Режиссер пять часов в ехал Монреаль ради встречи с Купером. Сиенфрэнс описал персонажа Купера как «выставленного напоказ героя. Внутри него бушует конфликт, вина и стыд похоронены». Рецензент The Independent писал: «Я и представить себе не мог, что Купер способен на такую многогранную работу с персонажами». Несмотря на положительные отзывы, фильм имел умеренный успех в прокате. 
Купер сыграл вместе с Робертом Де Ниро и Дженнифер Лоуренс в романтической комедийной драме Дэвида О. Расселла «Мой парень — псих», экранизации романа Мэтью Куика «Серебристый луч надежды». Готовясь к роли, Купер учился танцевать. Хореограф Мэнди Мур описала актёра как человека, имеющего «настоящие природные танцевальные способности». Кинокритик журнала Rolling Stone Питер Трэверс писал, что Купер «взялся за самую пикантную роль в своей карьере и справился со всеми комическими и драматическими задачами». За свою игру актёр были удостоен награды MTV за лучшую мужскую роль. Также он получил номинации на премии «Оскар», «Золотой глобус» и Гильдии киноактёров США за лучшую мужскую роль. 

### 2013—2017: Состоявшийся актёр

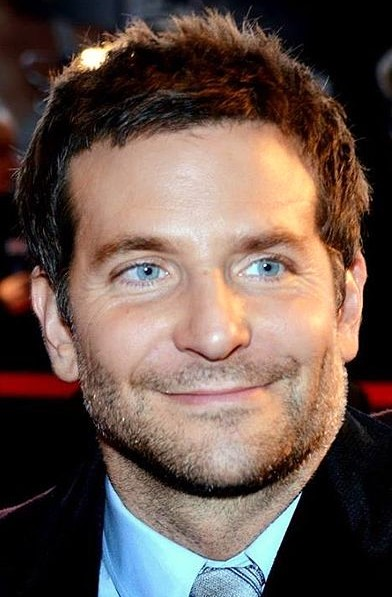
Купер на премьере фильма «Афера по-американски» во Франции в 2014 году

В 2013 году Купер вновь сыграл Фила Веннека в третьей и заключительной части трилогии «Мальчишник в Вегасе», «Мальчишник: Часть III». Критики разгромили фильм. «Купер опустился до того, что стал выпендриваться перед камерой, не предлагая ничего взамен», — утверждал рецензент издания The Independent Энтони Куинн. Как и предыдущие части трилогии, фильм был коммерчески успешен в прокате, собрав 362 миллиона долларов, и считается одним из самых кассовых фильмов в карьере Купера. Позже в том же году он сыграл агента ФБР в криминальной комедийной драме Дэвида О. Рассела «Афера по-американски». Действие фильма, вдохновлённого спецоперацией ФБР Abscam, разворачивается на фоне политической коррупции в Нью-Джерси 1970-х годов. Главные роли в фильме также исполнили Кристиан Бейл, Эми Адамс, Джереми Реннер и Дженнифер Лоуренс. «Афера по-американски» имела успех у критиков. В прокате картина собрала 251,1 миллиона долларов. Редактор журнала Empire Ким Ньюман писал: «Купер застрял на роли, которая заслуживает наград». Критик похвалил «точечное перевоплощение Купера в аккуратного, но умного босса». Купер был номинирован на премии «Оскар», BAFTA, «Выбор критиков» и «Золотой глобус» за лучшую мужскую роль второго плана, но не получил ни одной статуэтки.
Купер воссоединился с Лоуренс в драме Сюзанны Бир «Серена», экранизации романа Рона Рэша. Купер и Лоуренс сыграли супружескую пару, которая ввязывается в преступную деятельность, поняв, что не может иметь детей. Фильм снимался в 2012 году, но вышел в прокат в 2014 году. Лента получила негативные отзывы и провалилась в прокате. Джейк Уилсон из The Canberra Times написал: «Купер вновь подходит к своим ролям как характерный актёр». В 2014 году Купер озвучил енота Ракету в фильме Marvel Studios «Стражи Галактики». Актёр вернулся на Бродвей в спектакле «Человека-слона», сыграв Джозефа Меррика. Майкл Ковени из сайта Whatsonstage.com написал о его игре: «Купер избегает всех ловушек актёрской „инвалидности“ и наполняет свою внешность душой и страстью. Это чудесное и очень трогательное зрелище». Купер был номинирован на премию «Тони» за лучшую мужскую роль в пьесе.  
Также в 2014 году Купер спродюсировал биографическую военную драму Клинта Иствуда «Снайпер» и сыграл в ней снайпера «Морских котиков» ВМС США Крис Кайл. Фильм рассказывает историю Кайла, ставшего самым смертоносным стрелком в истории армии США. В некоторой степени картина основана на одноимённых мемуарах. Во время подготовки к роли Купер интенсивную тренировался и набрал 40 фунтов (18 кг) мышечной массы. Кроме того, Купер занимался с тренером по вокалу и смотрел видеоматериалы с Кайлом. Пытаясь научиться пользоваться винтовкой, актёр тренировался с ветераном «Морских котиков» ВМС США Кевином Лацем, который служил вместе с Кайлом. Фильм и игра Купера получили в целом положительные отзывы. В рецензии для журнала Variety Джастин Чанг написал: «Великолепная игра накачанного Брэдли Купера. Его герой даёт довольно чёткое представление о физических и психологических потерях, которые приходится нести на передовой». «Это явно шоу Купера. Сильно накачанный и обладающий правдоподобным техасским акцентом, Купер воплощает уверенность, напористость и уязвимость Кайла», — утверждала Клаудия Пуиг из USA Today. «Снайпер» собрал в прокате 547 миллионов долларов и стал самым кассовым фильмом в карьере Купера и третьим кассовым фильмом с рейтингом R в истории. Купер получил статуэтку MTV Movie Award за лучшую мужскую роль и был номинирован на «Оскар» за лучшую мужскую роль, а картина получила номинацию «Лучший фильм». Купер стал десятым в истории актёром, получившим номинацию на «Оскар» за актёрскую игру три года подряд. 
В 2015 году вышло три фильма с участием Купера: «Алоха», «Шеф Адам Джонс» и «Джой». Ни один из них не имел успеха в прокате. В «Алохе» Купер сыграл вместе с Эммой Стоун и Рейчел Макадамс. Актёра номинировали на Teen Choice Awards в категории «Лучший комедийный актёр». В драме Джона Уэллса «Шеф Адам Джонс» Купер сыграл шеф-повара, пытающегося вернуть себе былую славу после того, как наркозависимость негативно сказалась на его карьере. В байопике «Джой» Купер воссоединился с Дэвидом О. Расселом и Лоуренс. В 2016 году он озвучил камео в триллере «Кловерфилд, 10» и исполнил второстепенную роль в картине «Парни со стволами», которую Купер спродюсировал вместе с режиссёром Тоддом Филлипсом. В 2017 году Купер вновь озвучил енота Ракету в кинокомиксе «Стражи Галактики. Часть 2».

### С 2018 года: Профессиональный рост

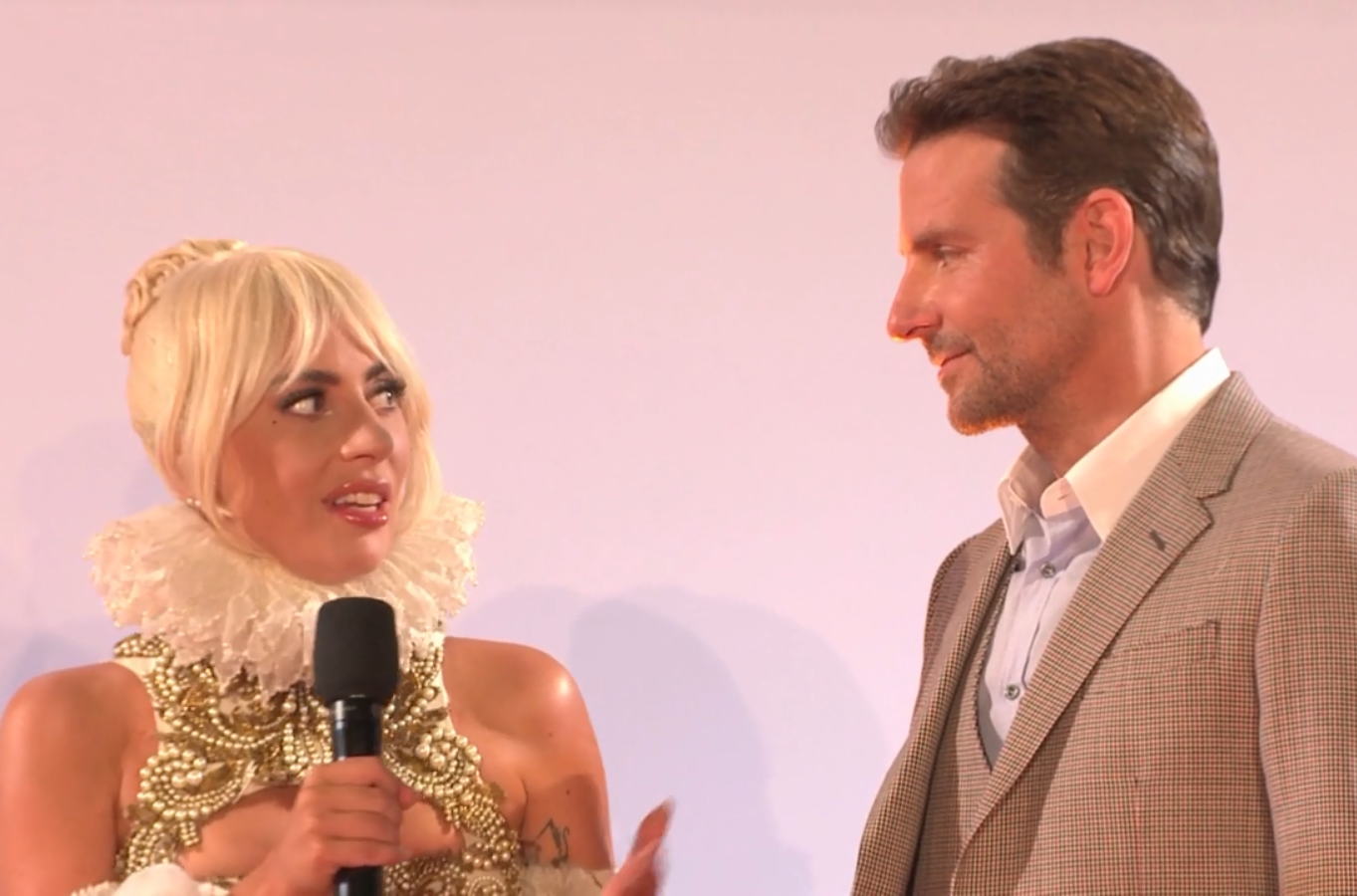
Леди Гага и Брэдли Купер на премьере фильма «Звезда родилась», 2018 год

В 2018 году Купер вернулся к озвучке енота Ракеты в кинокомиксе «Мстители: Война бесконечности» и снял свой первый фильм «Звезда родилась», ремейк одноимённой кинокартины 1937 года. Купер давно мечтал стать кинорежиссёром и хотел рассказать любовную историю. Люди предупреждали его не снимать третий ремейк. Актёр опасался, что провал фильма может положить конец его режиссёрской карьере. Премьера картины состоялась в августе 2018 года на 75-м Венецианском международном кинофестивале. В широкий прокат фильм вышел в октябре и получил признание критиков. При бюджете в 36 миллионов долларов лента собрала в прокате свыше 436 миллионов. Работа над проектом заняла у Купера четыре года. Готовясь к роли, актёр пять дней в неделю брал уроки вокала, игры на фортепиано и гитаре в течение шести месяцев.
Купер вновь поработал с Клинтом Иствудом в криминальной драме «Наркокурьер», основанной на жизни ветерана Второй мировой войны Лео Шарпа. В этом фильме Купер сыграл агента УБН. В 2019 году Купер спродюсировал психологический триллер Тодда Филлипса «Джокер» с Хоакином Фениксом в главной роли. Лента собрала в прокате свыше 1 миллиарда долларов и стала кассовым фильмом всех времён с рейтингом R. Картина получила номинаций на «Оскар» и BAFTA как лучший фильм. Купер вновь озвучил Ракету в кинокомиксе «Мстители: Финал», ставшим на короткое время кассовым фильмом всех времён. Два фильма 2021 года с участием Купера — комедийная драма о взрослении «Лакричная пицца» и психологический триллер «Аллея кошмаров» — вызвали признание критиков, но провалились в прокате.
Купер снова озвучил Ракету в мультсериале от Disney+ «Я есть Грут», спецвыпуске «Стражи Галактики: Праздничный спецвыпуск» и кинокомиксе «Стражи Галактики. Часть 3». Позже стал режиссёром, продюсером и сценаристом биографической драмы «Маэстро», рассказывающей об отношениях композитора Леонарда Бернстайна (Купер) и его жены Фелиции Монтеалегре (Кэри Маллиган). После показа «Звезда родилась» Стивен Спилберг предложил Куперу стать режиссёром проекта. Актёр получил две номинации на BAFTA и «Золотой глобус» за режиссуру и актёрскую игру, а также три номинации на «Оскар» за режиссуру, сценарий и актёрскую игру.
Купер выступит режиссёром и сценаристом фильма «Это штука работает?» и сыграет в нём вместе с Уиллом Арнеттом.

## Личная жизнь
В первые годы своей карьеры Купер столкнулся с трудностями. Когда его роль во втором сезоне «Шпионки» сократили, он думал бросить карьеру актёра. Наркозависимость и сомнения в карьере вызвали мысли о самоубийстве. Актёр Уилл Арнетт помог Куперу избавиться от наркотиков и обратиться к психологу. В 29 лет Купер бросил пить алкоголь, отмечая, что эта привычка разрушила бы его жизнь.
В октябре 2006 года Купер обручился с актрисой Дженнифер Эспозито. В декабре того же года пара поженилась. В мае 2007 года Дженнифер подала на развод, который был завершён в ноябре. Что касается их короткого брака, он объяснил: «Просто было то, что произошло. Хорошо то, что мы оба это осознали… Иногда ты просто осознаёшь это». До женитьбы на Эспозито он встречался с Рене Зеллвегер во время съёмок «Дело № 39» в 2006 году. Пресса обсуждала характер их отношений в 2009 году, когда фильм вышел. В 2011 году они расстались. С декабря 2011 по январь 2013 года Купер встречался с актрисой Зои Салданой. В марте 2013 года он начал встречаться с британской моделью и актрисой Сьюки Уотерхаус. Через два года пара рассталась. С апреля 2015 по июнь 2019 года Купер состоял в отношениях с российской моделью Ириной Шейк. В марте 2017 года у них родилась дочь Лея де Сьен. В конце 2023 года Купер начал встречаться с моделью Джиджи Хадид.

## Награды и номинации
| Премия                              | Год  | Работа                 | Категория                                | Результат |
| ----------------------------------- | ---- | ---------------------- | ---------------------------------------- | --------- |
| «Оскар»                             | 2013 | «Мой парень — псих»    | Лучшая мужская роль                      | Номинация |
| «Оскар»                             | 2014 | «Афера по-американски» | Лучшая мужская роль второго плана        | Номинация |
| «Оскар»                             | 2015 | «Снайпер»              | Лучший фильм                             | Номинация |
| «Оскар»                             | 2015 | «Снайпер»              | Лучшая мужская роль                      | Номинация |
| «Оскар»                             | 2019 | «Звезда родилась»      | Лучший фильм                             | Номинация |
| «Оскар»                             | 2019 | «Звезда родилась»      | Лучшая мужская роль                      | Номинация |
| «Оскар»                             | 2019 | «Звезда родилась»      | Лучший адаптированный сценарий           | Номинация |
| «Оскар»                             | 2020 | «Джокер»               | Лучший фильм                             | Номинация |
| «Оскар»                             | 2022 | «Аллея кошмаров»       | Лучший фильм                             | Номинация |
| «Оскар»                             | 2024 | «Маэстро»              | Лучший оригинальный сценарий             | Номинация |
| «Оскар»                             | 2024 | «Маэстро»              | Лучшая мужская роль                      | Номинация |
| «Оскар»                             | 2024 | «Маэстро»              | Лучший фильм                             | Номинация |
| «Золотой глобус»                    | 2013 | «Мой парень — псих»    | Лучшая мужская роль — комедия или мюзикл | Номинация |
| «Золотой глобус»                    | 2014 | «Афера по-американски» | Лучшая мужская роль второго плана        | Номинация |
| «Золотой глобус»                    | 2019 | «Звезда родилась»      | Лучший фильм — драма                     | Номинация |
| «Золотой глобус»                    | 2019 | «Звезда родилась»      | Лучший режиссёр                          | Номинация |
| «Золотой глобус»                    | 2019 | «Звезда родилась»      | Лучшая мужская роль — драма              | Номинация |
| «Золотой глобус»                    | 2020 | «Джокер»               | Лучший фильм — драма                     | Номинация |
| BAFTA                               | 2013 | «Мой парень — псих»    | Лучшая мужская роль                      | Номинация |
| BAFTA                               | 2014 | «Афера по-американски» | Лучшая мужская роль второго плана        | Номинация |
| BAFTA                               | 2019 | «Звезда родилась»      | Лучший фильм                             | Номинация |
| BAFTA                               | 2019 | «Звезда родилась»      | Лучший режиссёр                          | Номинация |
| BAFTA                               | 2019 | «Звезда родилась»      | Лучшая мужская роль                      | Номинация |
| BAFTA                               | 2019 | «Звезда родилась»      | Лучший адаптированный сценарий           | Номинация |
| BAFTA                               | 2019 | «Звезда родилась»      | Лучшая музыка к фильму                   | Победа    |
| BAFTA                               | 2020 | «Джокер»               | Лучший фильм                             | Номинация |
| «Выбор критиков»                    | 2013 | «Мой парень — псих»    | Лучшая мужская роль                      | Номинация |
| «Выбор критиков»                    | 2013 | «Мой парень — псих»    | Лучший комедийный актёр                  | Победа    |
| «Выбор критиков»                    | 2013 | «Мой парень — псих»    | Лучший актёрский состав                  | Победа    |
| «Выбор критиков»                    | 2014 | «Афера по-американски» | Лучшая мужская роль второго плана        | Номинация |
| «Выбор критиков»                    | 2014 | «Афера по-американски» | Лучший актёрский состав                  | Победа    |
| «Выбор критиков»                    | 2015 | «Снайпер»              | Лучший актёр в экшн-фильме               | Победа    |
| «Выбор критиков»                    | 2019 | «Звезда родилась»      | Лучший фильм                             | Номинация |
| «Выбор критиков»                    | 2019 | «Звезда родилась»      | Лучший режиссёр                          | Номинация |
| «Выбор критиков»                    | 2019 | «Звезда родилась»      | Лучшая мужская роль                      | Номинация |
| «Выбор критиков»                    | 2019 | «Звезда родилась»      | Лучший адаптированный сценарий           | Номинация |
| «Выбор критиков»                    | 2020 | «Джокер»               | Лучший фильм                             | Номинация |
| «Спутник»                           | 2009 | «Мальчишник в Вегасе»  | Лучшая мужская роль — комедия или мюзикл | Номинация |
| «Спутник»                           | 2012 | «Мой парень — псих»    | Лучшая мужская роль                      | Победа    |
| «Спутник»                           | 2014 | «Афера по-американски» | Лучшая мужская роль второго плана        | Номинация |
| «Спутник»                           | 2019 | «Звезда родилась»      | Лучший фильм — комедия или мюзикл        | Победа    |
| «Спутник»                           | 2019 | «Звезда родилась»      | Лучший режиссёр                          | Номинация |
| «Спутник»                           | 2019 | «Звезда родилась»      | Лучшая мужская роль — комедия или мюзикл | Номинация |
| «Спутник»                           | 2019 | «Звезда родилась»      | Лучший адаптированный сценарий           | Номинация |
| «Спутник»                           | 2020 | «Джокер»               | Лучший фильм — драма                     | Номинация |
| «Независимый дух»                   | 2013 | «Мой парень — псих»    | Лучшая мужская роль                      | Номинация |
| Национальный совет кинокритиков США | 2012 | «Мой парень — псих»    | Лучшая мужская роль                      | Победа    |
| Национальный совет кинокритиков США | 2018 | «Звезда родилась»      | Лучший режиссёр                          | Победа    |
| Венецианский кинофестиваль          | 2018 | «Звезда родилась»      | Smithers Foundation Award                | Победа    |
| «Грэмми»                            | 2019 | «Shallow»              | Лучшая запись года                       | Номинация |
| «Грэмми»                            | 2019 | «Shallow»              | Лучшее поп-исполнение дуэтом или группой | Победа    |
| «Грэмми»                            | 2020 | «Звезда родилась»      | Лучший альбом-саундтрек к фильму         | Победа    |
| «Тони»                              | 2015 | «Человек-слон»         | Лучшая мужская роль в пьесе              | Номинация |
| Премия Гильдии режиссёров США       | 2019 | «Звезда родилась»      | Лучший режиссёр художественного фильма   | Номинация |
| Премия Гильдии режиссёров США       | 2019 | «Звезда родилась»      | Лучший режиссёрский дебют                | Номинация |
| Премия Гильдии киноактёров США      | 2013 | «Мой парень — псих»    | Лучшая мужская роль                      | Номинация |
| Премия Гильдии киноактёров США      | 2013 | «Мой парень — псих»    | Лучший актёрский состав                  | Номинация |
| Премия Гильдии киноактёров США      | 2014 | «Афера по-американски» | Лучший актёрский состав                  | Победа    |
| Премия Гильдии киноактёров США      | 2019 | «Звезда родилась»      | Лучшая мужская роль                      | Номинация |
| Премия Гильдии киноактёров США      | 2019 | «Звезда родилась»      | Лучший актёрский состав                  | Номинация |
| Премия Гильдии продюсеров США       | 2015 | «Снайпер»              | Лучший фильм                             | Номинация |
| Премия Гильдии продюсеров США       | 2019 | «Звезда родилась»      | Лучший фильм                             | Номинация |
| Премия Гильдии продюсеров США       | 2020 | «Джокер»               | Лучший фильм                             | Номинация |
| Премия Гильдии сценаристов США      | 2019 | «Звезда родилась»      | Лучший адаптированный сценарий           | Номинация |